# شهادت ثالثه
شهادت ثالثه، یعنی سومین گواهی که بعد از شهادتین (دو گواهی قبلی: شهادت دادن به توحید و نبوت)، شهادت دادن به امامت و ولایت علی بن ابی طالب است.

## کاربرد
شهادتین در مواضع مختلفی به کار برده می‌شود:
1. هنگام اسلام آوردن، و گفتن شهادتین برای این کار
2. در تشهد نمازهای واجب و مستحب
3. در اذان و اقامه، پیش از نمازهای واجب

همه مسلمانان، از جمله شیعیان، معتقدند که گفتن «أَشْهَدُ أَنْ لَا إِلٰهَ إِلَّا ٱللَّٰهُ» و «أَشْهَدُ أَنَّ مُحَمَّدًا رَسُولُ ٱللَّٰهِ» برای ورود به اسلام کفایت می‌کند، و نیز همین دو عبارت جزء اذان و اقامه و نیز تشهد نماز هستند.

## نقل قول‌ها
مراجع تقلید شیعه هم معتقدند «أَشْهَدُ أَنَّ عَلِیًّا وَلِیُّ ٱللَّٰهِ» جزء شهادتین اسلام، و نیز جزء تشهد و اذان نیست؛ ولی در مورد این‌که آیا گفتن آنها به عنوان استحباب جایز است یا نه:
- در مورد اذان: اکثر مراجع تقلید شیعه در رساله توضیح المسائل شان نوشته‌اند: «أَشْهَدُ أَنَّ عَلِیًّا وَلِیُّ ٱللَّٰهِ» جزء اذان و اقامه نیست، ولی خوب است بعد از «أَشْهَدُ أَنَّ مُحَمَّدًا رَسُولُ ٱللَّٰهِ»، بدون قصد ورود و جزئیت، به قصد قربت و به عنوان ذکر مطلق گفته شود؛ مانند صلوات بعد از «أَشْهَدُ أَنَّ مُحَمَّدًا رَسُولُ ٱللَّٰهِ».[۲] برخی مراجع تقلید معتقدند که این عبارت باید طوری گفته شود که شبیه جملات اذان و اقامه نگردد:
- سید موسی شبیری زنجانی: خوب است که پس از «أَشْهَدُ أَنَّ مُحَمَّدًا رَسُولُ ٱللَّٰهِ» به قصد تیمن و تبرّک، شهادت به ولایت و امامت بلا فصل حضرت امیر المؤمنین و سایر معصومین علیهم السلام به نحوی که شبیه جملات اذان و اقامه نگردد؛ ذکر گردد.[۳]
- ناصر مکارم شیرازی: به قصد تبرّک گفته شود، لکن به صورتی که برای شنونده معلوم شود جزءِ آن نیست؛ مثلاً با تغییر تعداد یا کیفیت بیان آن.[۴][۵] یا مثلاً گاهی بگویند و گاهی ترک نمایند تا جزئیّت از آن انتزاع و فهمیده نشود.

البته همراه با بیان این‌که شهادت به ولایت و امامت علی بن ابی طالب جزء اذان نیست، مراجع تقلید شیعه یادآوری کرده‌اند که امامت و ولایت امامان معصوم در تشیّع از ارکان دین است، و اقرار و شهادت به آن شعار شیعه است:
- سید موسی شبیری زنجانی: … البته ولایت امیر المؤمنین و ائمهٔ معصومین علیهم السلام از ارکان ایمان است…[۳]
- حسین نوری همدانی: … چون در امثال زمان ما، شعار تشیّع محسوب می‌شود، در هر جا که اظهار این شعار، مستحسن و لازم باشد، گفتن آن هم مستحسن و لازم است.[۳]
- محمدتقی بهجت فومنی: امّا اقرار به ولایت، اگر چه در غیر اذان باشد خوب است… و کاملترین عبارتی که در اینجا گفته می‌شود آن است که اقرار به خلیفه بودن یا وصی بودن حضرت امیر المؤمنین علیه السلام و ائمهٔ طاهرین علیهم السلام در آن باشد.[۳]
- حسین وحید خراسانی: ولی چون ولایت آن حضرت مکمّل دین است، شهادت به آن در هر حال و از جمله بعد از «أَشْهَدُ أَنَّ مُحَمَّدًا رَسُولُ ٱللَّٰهِ» از أفضل قربات است.[۶]
- سید علی خامنه‌ای: گفتن «أَشْهَدُ أَنَّ عَلِیًّا وَلِیُّ ٱللَّٰهِ» به عنوان شعار تشیع خوب و مهم است و باید به قصد قربت مطلقه گفته شود، ولی جزو اذان و اقامه نیست.[۷]
- میرزا جواد تبریزی: «شهادت بر ولایت علی علیه السلام و اولاد طاهرینش، جزء اذان و اقامه نیست، ولی شعار مذهب شیعه است.»[۸]
- در مورد تشهّد: در پاسخ به استفتایی در مورد جایز بودن شهادت دادن به ولایت علی در تشهد نماز،
- ناصر مکارم شیرازی می‌گوید: «نظر به اینکه ائمه معصومین (علیهم السلام) اجازه اضافه کردن شهادت ثالثه را نداده‌اند، این کار صحیح نیست و وظیفه ما در اینگونه موارد تبعیّت از دستورات معصومین (علیهم السلام) است.»
- روح‌الله خمینی گفته‌است: «باید تشهد نماز به همان‌طور که وارد شده و متعارف است خوانده شود.»
- میرزا جواد تبریزی می‌نویسد: «بنابر احتیاط واجب در نماز شهادت بر ولایت ترک شود، و اگر خواستند بگویند باید بعد از سلام آخر نماز بگویند.»
- در مورد اسلام آوردن: از دیدگاه شیعیان برای مسلمان شدن شهادتین کافیست[۹][۱۰] اما علاوه بر شهادتین، شیعیان گواهی می‌دهند، که «(به عربی: أَشْهَدُ أَنَّ عَلِيًّا وَلِيُّ ٱللَّٰهِ)».
برخی مراجع تقلید نیز معتقدند که شهادت ثالثه جزو اذان و اقامه است و گفتن آن واجب است.
- سید صادق شیرازی می‌گوید: «شهادت ثالثه جزء اذان و اقامه است به این معنی که بدون آن اذان و اقامه ناقص است.»
- سید محمد شیرازی می‌گوید: «(أَشْهَدُ أَنَّ عَلِیًّا وَلِیُّ ٱللَّٰهِ) جزو اذان و اقامه است؛ و در روایاتی به آن اشاره شده که در (الفقه) بیان نموده‌ایم.»
- سید محسن حکیم نیز معتقد است:در عصر کنونی شهادت ثالثه، شعار مذهب تشیع است، از این جهت از نظر شرعی مستحب و بلکه ممکن است واجب باشد.[۱۱]

## زمان رواج دربین مردم
میرزا جواد تبریزی در پاسخ به این سؤال که «"أَشْهَدُ أَنَّ عَلِیًّا وَلِیُّ ٱللَّٰهِ" از کدام زمان در اذان رایج شده؟» می‌نویسد: گفتن «أَشْهَدُ أَنَّ عَلِیًّا وَلِیُّ ٱللَّٰهِ- صَلَوَاتُ ٱللَّٰهِ عَلَیْهِ-» از وقتی که شیعه از تقیه خارج شده رایج شد، و این شعار مذهب است.
از ابوالفرج اصفهانی نقل کرده اند که در قطیعه که در مدینه واقع میباشد شنیده که کسی اذان میگفته و در اذان خود اشهد ان علیا ولی الله میگفته است ابوالفرج(۲۴۲_۲۸۹)   بنقل از کتاب نشوار المجاضره و اخبار المذاکره
که اصل کتاب در کتابخانه موزه بریطانیا است نوشته قاضی تنوخی شافعی و مرگلیوث مستشرق معروف از روی نسخه موزه بریطانیا آنرا چاپ کرده
ابن بطوطه هم در سفرنامه خود اورده که در شهر قطیف عربستان در اذان شهادت بر ولایت امیرالمومنین علی بن ابیطالب را میگفته اند